# Raid de 2004 sur Grozny
5 militaires fédéraux
Second guerre de Tchétchénie
Le raid de 2004 sur Grozny était une série d'attaques nocturnes dans le centre Grozny (capitale de la Tchétchénie). Elle a été menée par des insurgés tchétchènes.
L'assassinat du président tchétchène Akhmad Kadyrov le 9 mai 2004 est considéré comme le début de l'offensive et a été suivi d'une attaque majeure menée un mois après que les rebelles se sont emparés d'un dépôt d'armes dans la capitale de la région d'Ingouchie où 200 000 armes et une grande quantité de munitions avait été dérobées, Selon les estimations du groupe d'enquête, 250 à 400 combattants sont entrés dans Grozny le 21 août, ont établi leurs propres barrages routiers et ont attaqué simultanément un certain nombre de bureaux de vote et d'autres cibles. Selon des sources policières, cette attaque a tué 58 membres de la police et des milices pro-Moscou ainsi que cinq militaires fédéraux. Plus d'une douzaine de civils ont également été tués lors des raids.
Le raid de Grozny faisait également partie d’une série d’attaques qui visaient également des cibles en Russie. Après la grande offensive de Grozny, des kamikazes tchétchènes ont réussi à faire exploser deux avions de ligne, tuant ainsi 90 passagers.